# Юденков, Андрей Фёдорович
Андре́й Фё́дорович Юденко́в (1918―1999) ― советский партийный деятель, участник Великой Отечественной войны, один из организаторов партизанского движения в Смоленской области, доктор исторических наук, Заслуженный деятель науки РСФСР.

## Биография
Родился 13 декабря 1918 года в Ельнинском уезде Смоленской губернии.
Заочно учился в Смоленском педагогическом институте. В августе 1941 года был избран первым секретарем Ельнинского райкома ВЛКСМ. Во время оккупации Смоленской области немецкими войсками организует подпольные комсомольские группы. Вёл разведку в тылу немцев, неоднократно пересекал линию фронта для передачи разведданых советскому командованию перед Ельнинским контрнаступлением Красной Армии. Вместе с директором Коробецкой школы В. Казубским организовал партизанский отряд, выросший в прославленный полк имени Сергея Лазо. Был избран комиссаром этого полка. 
Осенью 1941 года попал в плен, но ему удалось бежать. В марте 1942 года смоленские партизаны штурмом захватили Ельню и удерживали ее несколько дней. В этих боях был ранен. В мае 1942 года был принят в члены ВКП(б). Ему было присвоено воинское звание батальонного комиссара. Награжден орденом Ленина.
После освобождения Смоленской области фашистских захватчиков избирался секретарем обкома ВЛКСМ, затем секретарем Смоленского горкома партии, первым секретарем Заднепровского райкома партии города Смоленска. 
В 1955 году окончил Академию общественных паук, работал в ЦК КПСС, преподавал в Академии общественных наук при ЦК КПСС. 
В 1970 году защитил докторскую диссертацию, в том же году ему присвоено звание профессора, в 1979 году ― звание «Заслуженный деятель науки РСФСР».
Написал несколько монографий и четыре книги своих воспоминаний о партизанском движении. Участвовал в создании капитальных трудов «История второй мировой войны», «Партийное подполье», «История Коммунистической партии Советского Союза» (т. 5, кн. 1). Под его руководством защищено 50 кандидатских и 4 докторских диссертации по истории.
В 1989 году вышел на пенсию. Умер 28 мая 1999 года в Москве, похоронен на Троекуровском кладбище.

## Награды и звания
- Орден Ленина
- Ордена Отечественной войны I и II степени
- Медали «Партизану Отечественной войны» I степени, «За победу над Германией в Великой Отечественной войне 1941-1945 гг.», «За доблестный труд в Великой Отечественной войне 1941-1945 гг.»[1]
- Заслуженный деятель науки РСФСР (1979)
- Почетный гражданин города Ельни (1968)
- Почетный гражданин трёх общин Сливенского округа Болгарии (1972)
- Доктор исторических наук